# Kabungo
Kabungo è un ward dello Zambia, parte della Provincia di Copperbelt e del Distretto di Chingola.